# Raszówka (stacja kolejowa)
Raszówka – stacja kolejowa w Raszówce, w województwie dolnośląskim, w Polsce.

## Historia
Stacja powstała w 1869 (jako Vorderheide), a w 1870 założono przy niej przysiółek o tej samej nazwie. Składały się nań: leśniczówka, restauracja, poczta i budynek administracyjny. Z czasem, przy obecnej ul. 1 Maja zaczęły powstawać wille. Niedługo przed wybuchem II wojny światowej od stacji doprowadzono bocznicę do oddalonej o około pięćset metrów bazy paliwowej oraz magazynów sprzętu wojskowego, w tym części samolotowych.

### Blokada stacji
8 czerwca 2019 na stacji Raszówka miała miejsce blokada torów na reaktywowanym tego samego dnia odcinku linii kolejowej nr 289 z Legnicy do Lubina w geście protestu przeciw pomijaniu ich miejscowości przez pociągi. Na decyzję Urzędu Marszałkowskiego Województwa Dolnośląskiego o nieuwzględnieniu w rozkładzie jazdy postojów m.in. w Raszówce miał wpłynąć prezydent Lubina Robert Raczyński. Wkrótce później pociągi zaczęły zatrzymywać się na przystankach na linii (w tym w Raszówce), a decyzją sądu w Lubinie protestujący nie zostali ukarani, uznając, że działali w słusznej sprawie, choć formalnie orzeczono ich winę.

## Ruch pasażerski
| Rok  | Wymiana pasażerska na dobę |
| ---- | -------------------------- |
| 2017 | –                          |
| 2022 | 100-149                    |

## Zabytki
Zespół stacji kolejowej wpisany został na listę zabytków, a składają się nań:
- budynek dworca, ul. Kolejowa 3, murowany, 1870,
- budynek nastawni, murowany, około 1920,
- budynek administracyjno-mieszkalny kolejowy, obecnie Leśnictwo Raszówka, ul. Kolejowa 6, murowany, 1870,
- budynek mieszkalny kolejowy, ul. Kolejowa 1, murowany, po 1870,
- budynek mieszkalny kolejowy, ul. Kolejowa 5, murowany, po 1870[7].